# Ricardo Marzo Mediano
Ricardo Marzo Mediano (mort a Madrid el 31 de gener de 2002) fou un militar espanyol, Capità general de la Regió Pirinenca Oriental (que agrupava les antigues capitanies generals de Catalunya i d'Aragó).
Era diplomat en Estat Major, i a més de la carrera militar era llicenciat en filosofia i lletres i en periodisme. Ascendit a general de divisió, en 1986 fou nomenat subdirector general d'Afers Nacionals de Defensa de la Direcció General de Política de Defensa
de 1987 a 1991 fou Director General d'Ensenyament del Ministeri de Defensa d'Espanya. Deixà el càrrec quan el 25 de gener de 1991 fou nomenat Capità general de la Regió Pirinenca Oriental, que agrupava les regions militars IV i V (antigues capitanies generals de Catalunya i Aragó), càrrec que va ocupar fins a desembre de 1993.

## Obres
- Influencia de la guerra cultural en la Defensa Nacional, Boletín de Información, ISSN 0213-6864, Nº. 155, 1982, pág. 2